# Broad Street (Manhattan)
Pour les articles homonymes, voir Broad Street et Broad.
Broad Street est une rue de New York.

## Situation et accès
Elle est située dans le quartier de Financial District, dans l'arrondissement de Manhattan.

## Origine du nom
Le nom « Broad Street » reflète la transformation d'un large canal à une large rue.

## Historique
« Broad Street », était autrefois connue sous le nom de « Heere Gracht » (canal des seigneurs en néerlandais) dans le vieux New Amsterdam.
Broad Street était à l'origine un canal, un bras de mer, de l'East River, qui était bordé de deux rangées robustes de maisons de trois étages, avec des sentiers devant. Construit sous l'administration de Pieter Stuyvesant, le « Broad Canal » devint le premier embarcadère de Manhattan pour le ferry reliant Manhattan à Brooklyn, plus tard connu sous le nom de Fulton Ferry (en).
Le canal a été comblé à partir de 1676, car les marchands de fruits et légumes, y compris les Amérindiens arrivant en canoë depuis Long Island, avaient laissé la zone encombrée de détritus, si bien que de moins en moins d'embarcations pouvaient emprunter le canal. Les allées devant les rangées de maisons le long du canal ont été pavées en 1676, tandis que la chaussée a été pavée pour la première fois en 1693.

## Bâtiments remarquables et lieux de mémoire
- Plusieurs sociétés américaines y ont leur siège, telles que la banque Goldman Sachs.
- Le siège du New York Stock Exchange se trouve au n°18 de la rue.
- La sculpture Fearless Girl y est installée en 2018.